# Stagefright
Stagefright es el segundo álbum lanzado por el grupo de heavy metal británico Witchfynde. Se estrenó en octubre en 1980 por Rondelet Records relanzado en 2005 por Lemon Recordings.

## Canciones
Todas las pistas son de Witchfynde, excepto pistas 1, 3, 5 por Bridges/Montalo/Scoresby y pista 9 por Bridges/Montalo/Surgey

| N.º | Título                             | Duración |  |
| 1.  | «Stagefright»                      | 4:40     |  |
| 2.  | «Doing the Right Thing»            | 4:59     |  |
| 3.  | «Would Not Be Seen Dead in Heaven» | 4:43     |  |
| 4.  | «Wake Up Screaming»                | 4:28     |  |
| 5.  | «Big Deal»                         | 3:47     |  |
| 6.  | «Moon Magic»                       | 3:40     |  |
| 7.  | «In the Stars»                     | 3:38     |  |
| 8.  | «Trick or Treat»                   | 4:36     |  |
| 9.  | «Madeleine»                        | 4:32     |  |

## Equipo
- Steve Bridges - voz
- Montalo - guitarra
- Pete Surgey - bajo
- Gra Scoresby - batería, percusión